# Нэргуйн Энхбат
Нэргуйн Энхбат (19 марта 1962, Улан-Батор — 6 апреля 2022) — монгольский боксёр лёгкой и полусредней весовых категорий, выступал за сборную Монголии в 1980-е годы. Бронзовый призёр летних Олимпийских игр в Сеуле, обладатель золотой и серебряной медалей чемпионата Азии, многократный победитель и призёр национального первенства.

## Биография
Нэргуйн Энхбат родился 19 марта 1962 года в городе Улан-Батор. Первого серьёзного успеха на ринге добился в 1983 году, когда одержал в лёгком весе несколько побед местного значения и попал в национальную сборную. На международной арене долгое время выступал безрезультатно, но в 1987 году наконец завоевал серебряную медаль на первенстве Азии в Кувейте. Благодаря череде удачных выступлений удостоился права защищать честь страны на летних Олимпийских играх 1988 года в Сеуле, где дошёл до стадии полуфиналов и получил бронзовую награду, проиграл лишь представителю Швеции Джорджу Скотту — судьи разделились во мнении, показав счёт 3:2. Год спустя Энхбат съездил на чемпионат Азии в Пекин и одержал победу в полусредней весовой категории. Вскоре после этих соревнований принял решение завершить спортивную карьеру.